# Lucjan Kwaśniewski
Lucjan Władysław Kwaśniewski (ur. 20 października 1894 w Chełmie, zm. 13 lutego 1975 w Częstochowie) – polski nauczyciel,  działacz niepodległościowy, uczestnik wojny polsko-bolszewickiej, burmistrz Radomska w latach 1935-1939.

## Praca zawodowa
Po ukończeniu kursu nauczycielskiego pracował jako nauczyciel w Woli Wydrzynej i w Sulmierzycach (około 1916 r.), angażując się dodatkowo w  działalność społeczną (m.in. organizował kursy wieczorowe dla dorosłych). W latach 1919-1925 pracował w Wydziale Drogowym PKP. W okresie międzywojennym prowadził w Radomsku sklepy (tytoniowy i kolonialny) oraz restaurację. W okresie powojennym pracował w Częstochowie 

## Działalność polityczna i służba wojskowa

### Okres I wojny światowej
W okresie pracy w Woli Wydrzynej i w Sulmierzycach (około 1916 r.) związał się z Polską Organizacją Wojskową (POW). Został mianowany komendantem POW i podjął się organizacji struktur tej organizacji w okolicach Sulmierzyc. Utworzona sieć punktów organizacyjnych obejmowała około 17 miejscowości. W marcu 1917 r. został dowódcą półkampanii piechoty składającej się z dwóch plutonów. W okresie formalnego rozwiązania POW (ok. 1917 r.) kontynuował działalność w ramach Towarzystwa „Piechur” w Sulmierzycach. W 1918 r. został zastępcą komendanta nowo utworzonego (na skutek reorganizacji) Obwodu POW w Pajęcznie. Kierował działaniami związanymi z rozbrajaniem żołnierzy austro-węgierskich w Sulmierzycach. 2 listopada 1918 r. Lucjan Kwaśniewski ogłosił przejęcie władzy administracyjnej przez POW w Sulmierzycach i najbliższej okolicy.  W okresie I wojny światowej pełnił również funkcję poborcy Polskiego Skarbu Wojskowego.

### Wojna polsko-bolszewicka
W okresie wojny zgłosił się jako ochotnik w Biurze Werbunkowym w Radomsku, gdzie otrzymał powołanie do służby liniowej. Pełnił funkcję dowódcy plutonu w Brygadzie Syberyjskiej. Uczestniczył w działaniach wojennych na przedpolach Warszawy oraz w okolicy Pułtuska, gdzie został ciężko ranny. W 1920 r. wrócił do Radomska jako inwalida wojenny.

### Okres II wojny światowej
Po wybuchu II wojny światowej należał do Związku Walki Zbrojnej a następnie Armii Krajowej. Pełnił służbę pod pseudonimem „Zawisza”. Z powodu represji w 1942 r. zdecydował się opuścić Radomsko i zamieszkał w Częstochowie, posługując się fałszywym nazwiskiem „Ewaryst Krzesiński”.            

### Okres powojenny
Po zakończeniu II wojny światowej działał w częstochowskiej komórce Stronnictwa Narodowego, posługując się pseudonimem "Józef Niebora". Pełnił funkcję zastępcy prezesa i kierownika organizacyjnego. Uczestniczył w akcji zapomogowej na rzecz rodzin osób represjonowanych przez władzę komunistyczną. W 1947 r. został aresztowany przez MUBP a następnie skazany na 5 lat pozbawienia wolności i 2 lata pozbawienia praw publicznych i obywatelskich za udział w pracach Stronnictwa Narodowego oraz otrzymywanie i przechowywanie materiałów, których treść skierowana była przeciw ustrojowi państwa. Kary nie wykonano z powodu amnestii. W latach powojennych był zarejestrowany jako osobowe źródło informacji przez funkcjonariuszy UB w Częstochowie.

## Działalność społeczna
Jako reprezentant środowiska piłsudczyków został wybrany na stanowisko burmistrza Radomska. Jego kadencja obejmowała okres od marca 1935 do lipca 1939. Prawdopodobnie jeszcze do marca 1940 r. pełnił funkcję burmistrza. Po wybuchu II wojny światowej wykorzystywał swoje wpływy w celu ochrony ludności pochodzenia żydowskiego.
Pełnił funkcję prezesa w:
- Związku Inwalidów Wojennych w Radomsku;
- radomszczańskim obwodzie LOPP;
- Towarzystwie Pomocy Polonii Zagranicznej w Radomsku.

Był członkiem zarządu w:
- Ochotniczej Straży Pożarnej w Radomsku;
- Towarzystwa Łowieckiego w Radomsku;
- Towarzystwa Przyjaciół Kowalowca;
- Towarzystwa Szkoły im. Feliksa Fabianiego w Radomsku;
- Związku Oficerów Rezerwy w Radomsku;
- Związku Peowiaków w Radomsku;
- Banku Ludowego w Radomsku;
- Spółdzielni Rolniczo-Handlowej "Rolnik" w Radomsku.

Ponadto był członkiem:
- Stowarzyszenia Kupców Polskich w Radomsku;
- Koła Przyjaciół Polskiego Związku Zachodniego;
- Komitetu Współpracy z Wojskiem w Radomsku;
- Konnego Oddziału Przysposobienia Wojskowego;
- Obywatelskiego Komitetu Powiatowego Pomocy Zimowej dla Bezrobotnych i Najbiedniejszych w Radomsku
- Towarzystwa Przyjaźni Polsko-Radzieckiej w Częstochowie